# Halichondria tenera
Halichondria tenera är en svampdjursart som först beskrevs av Marenzeller 1877.  Halichondria tenera ingår i släktet Halichondria och familjen Halichondriidae.
Artens utbredningsområde är Norra ishavet. Inga underarter finns listade i Catalogue of Life.